# Chotoviny (stacja kolejowa)
Chotoviny – stacja kolejowa w miejscowości Chotoviny, w kraju południowoczeskim, w Czechach. Znajduje się na linii 202 Benešov – Czeskie Budziejowice, na wysokości 500 m n.p.m..  

## Linie kolejowe
- 220: Tábor – Bechyně